# Jacala de Ledezma
Jacala de Ledezma (nota anche come Jacala) è una città del Messico centro-meridionale, nello stato di Hidalgo.
La popolazione totale nel 2005 era di 12 057 abitanti.

## Fauna
In una grotta del territorio cittadino è stato rinvenuto il ragno Toltecaria antricola, endemismo.